# 菅原一晴
菅原 一晴（すがわら かずはる、1964年9月 - ）は、日本の化学学者・教育学者。群馬大学教育学部准教授。専門は化学・科学教育学。

## 来歴・人物
- 1964年9月　北海道に生まれる。(ニックネームはスガッチ。将来の夢は宇宙飛行士だった)
- 1989年3月　室蘭工業大学工学部工業化学科卒業
- 1992年3月　北海道大学大学院理学研究科化学科博士課程修了
- 1992年4月　日本学術振興会特別研究員
- 1994年4月　北海道大学理学部非常勤講師
- 1995年4月　北見工業大学工学部助手
- 2000年4月　群馬大学教育学部助教授就任。

現在は群馬大学教育学部で『化学』関係のゼミを開講し、学生に講義を行っている他、出張公演・イベントなども行っている。

## 専門分野
化学
- 分析化学
- 機能物質化学
- 生体関連化学

など
- 生体分子の電気化学的検出法の開発
- 生体機能性材料を用いた電気化学的センサの開発
- タンパク-リガンド間相互作用に関する研究
- 生体分子の電子化学的検出法の開発
- 生体機能性材料を用いた電気化学的センサの開発

## 担当講義
主に化学
- 無機化学
- 分析化学
- 電気化学
- 化学実験
- 小学校・中学校の理科教育指導

## 著書・論文

### 論文
- 『同位体希釈表面電離質量分析法による標準岩石試料中の鉛の精密定量』 （分析化学　1988年）
- 『Voltammetry of Selenium(IV) Based on an Adsorptive Accumulation of Selenium(IV)- 2,3-Diaminonaphthalene Compl』　 （Anal.Sci.　1990年）
- 『ADSORPTION VOLTAMMETRY OF THE COPPER(II) 2-(5-BROMO-2-PYRIDYLAZO)-5-DIETHYLAMINOPHENOL COMPLEX 』 （Talanta　1990年）
- 『Adsorptive accumulation voltammetry of copper(II) using complex formation reaction with salicylideneamino-2-thiophenol 』 （Fresenius J.Anal.Chem.　1990年）
- 『Adsorptive:Accumulation Voltammetry of Copper(II) Using a Carbon Paste Electrode Modified With Di-8-quinolyl disulphide 』 （Analyst　1991年）

他多数

## 所属学会
- 日本化学会
- 日本分析化学会 （幹事）
- アメリカ化学会